# فرانك بيرتون
فرانك بيرتون (بالفرنسية: Frank Berton)‏ هو محامي فرنسي، ولد في 4 يونيو 1962 في أميان في فرنسا.